# Kazimierz Żygulski

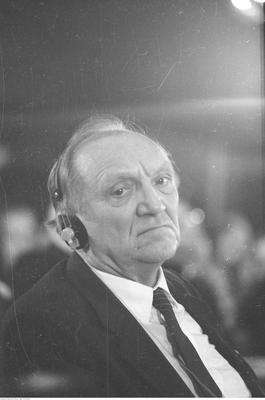
Kazimierz Żygulski (1986)

Kazimierz Żygulski (* 8. Dezember 1919 in Wolanka Tustanowice (Boryslaw); † 23. Februar 2012 in Warschau) war ein polnischer Kultursoziologie, Hochschullehrer und Politiker, der unter anderem zwischen 1982 und 1986 Minister für Kultur und Kunst der Volksrepublik Polen war.

## Leben
Nach dem Besuch des Humanistischen Gymnasiums in Lemberg begann Żygulski 1937 ein Studium der Rechtswissenschaften an der Universität Lemberg und schloss dieses Studium nach der ersten Besetzung Lembergs durch die Rote Armee 1941 ab. Während des Studiums engagierte er sich in demokratischen Klubs sowie der Stronnictwo Demokratyczne (SD), der 1939 unter anderem von Mieczysław Michałowicz gegründeten Demokratischen Partei.
Zur Zeit der Besetzung Lembergs durch die Wehrmacht im Zuge des Unternehmens Barbarossa wurde er 1941 Vertreter Lembergs im Rat der Polnischen Exilregierung sowie Richter an einem Sondergerichtshof. Wegen seiner Beteiligung an der Arbeit der Exilregierung wurde er 1944 durch das NKWD festgenommen und zu 15 Jahren Zwangsarbeit in Gulags in der Republik Komi in Nordwestrussland verurteilt.
Nach mehr als zehnjähriger Haft ging er 1955 nach Polen und wurde Mitarbeiter der Polnischen Akademie der Wissenschaften (PAN), ehe von 1959 bis 1990 am dortigen Institut für 
Philosophie und Soziologie tätig war. Dort übernahm er 1973 zunächst eine außerordentliche sowie schließlich 1983 eine ordentliche Professur für Soziologie mit dem Schwerpunkt Kultursoziologie.
Am 9. Oktober 1982 wurde er von Ministerpräsident Wojciech Jaruzelski als Nachfolger von Józef Tejchma zum Minister für Kultur und Kunst ernannt und bekleidete diese Funktion auch in der nachfolgenden Regierung von Zbigniew Messner bis zu seiner Ablösung durch Aleksander Krawczuk am 29. September 1986.
Außerdem engagierte sich Żygulski in mehreren öffentlichen Organisationen und wurde 1983 Mitglied des Präsidiums der Polnisch-Sowjetischen Freundschaftsgesellschaft (Towarzystwo Przyjaźni Polsko-Radzieckiej) und des Bürgerkomitees zur Vorbereitung der Gedenkfeier zum 40. Jahrestag des Warschauer Aufstandes am 1. August 1944. Daneben war er noch von 1986 bis 1989 Mitglied des Nationalkomitees für die Gedenkstätten in Grunwald sowie zwischen 1987 und 1989 Vorsitzender des Polnischen Komitees für die UNESCO und Mitglied des Exekutivrates der UNESCO in Paris. Schließlich war er nach seiner Emeritierung 1990 auch Rektor und Professor an der Hochschule für Soziales und Wirtschaft (Wyższa Szkoła Społeczno-Ekonomiczna) in Warschau.

## Schriften
- Wstep do zagadnień kultury, Warschau, 1972